# Ana da Boêmia
Ana da Boêmia (Praga, 11 de maio de 1366 – Palácio de Sheen, 7 de junho de 1394) foi a primeira esposa do rei Ricardo II e rainha consorte do Reino da Inglaterra de 1382 até sua morte em 1394.

## Família
Ana da Boémia nasceu em Praga, na altura capital do reino da Boêmia, filha de Carlos IV, Imperador Sacro-Germânico, e da sua quarta esposa, Isabel da Pomerânia.
Ana foi a filha mais velha do quarto casamento do seu pai e tinha cinco irmãos desta união: o imperador Sigismundo; o duque João de Görlitz; Carlos; Margarida da Boêmia, burgravina de Nuremberga como esposa de João III, burgrave de Nuremberga, e Henrique. Tinha ainda cinco meios-irmãos e irmãs, fruto dos casamentos anteriores do seu pai.
Ela foi educada principalmente no Castelo de Praga e passou grande parte da sua infância e adolescência sob o cuidado do seu irmão, o rei Venceslau IV da Boêmia. Na sua viagem pela Flandres a caminho da sua nova vida na Inglaterra, ela foi protegida pelo seu tio, Venceslau I, de Luxemburgo.

## Biografia

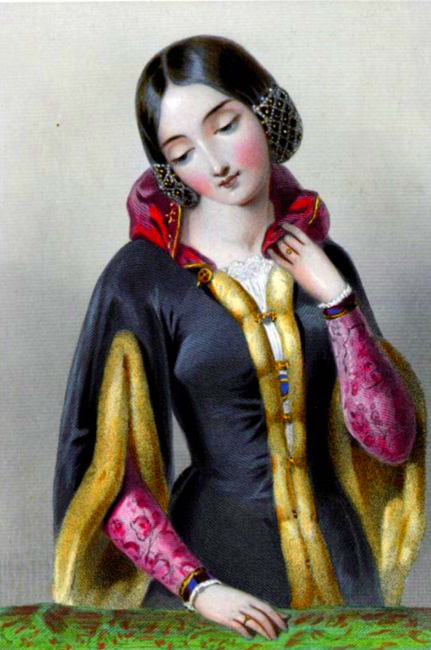
Ana por Mary Howitt, no seu livro Biographical Sketches of the Queens of England, From the Norman Conquest to the Reign of Victoria; or The Royal Book of Beauty.

Ana e Ricardo se casaram como resultado do Grande Cisma no papado, que resultou em dois papas rivais; o Papa Urbano VI aprovou o casamento para tentar criar uma aliança mais forte contra os franceses contra o seu papa preferido, o Antipapa Clemente VII. Na época, o pai de Ana era o monarca mais poderoso da Europa, tendo sob o seu poder mais de metade da Europa e da sua população.
O casamento era contra o desejo de muitos membros da nobreza inglesa, tendo ocorrido principalmente pela intervenção do conselheiro do rei, Miguel de la Pole, 1.º Conde de Suffolk.
Antes do noivado entre Ana e Ricardo, foi cogitado que o rei se cassasse com Catarina Visconti, filha de Barnabé Visconti, senhor de Milão, pois ela traria consigo um grande dote financeiro, o que não ocorreu com Ana.
Quando chegou a Inglaterra, em dezembro de 1381, depois de tempestades terem atrasado a sua chegada, Ana foi bastante criticada pelos cronistas da época, provavelmente devido ao acordo financeiro do seu casamento, mas era comum que as novas rainhas fossem criticadas. O Cronista de Westminster descreveu-a como "um pedaço minúsculo de pessoa" e Thomas Walsingham relatou um augúrio desastroso aquando da sua chegada: os seus navios ficaram desfeitos assim que Ana desembarcou.

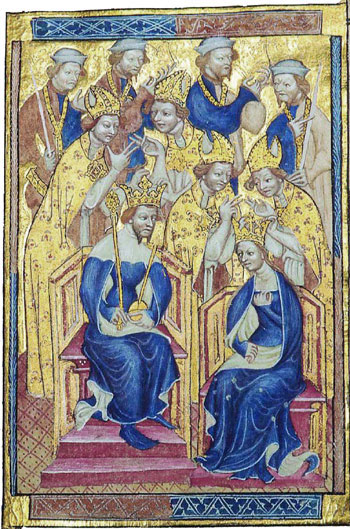
A coroação de Ricardo II e de Ana da Boêmia no Liber Regalis.

De qualquer forma, Ricardo e Ana ficaram noivos em 2 de maio de 1381. A cerimônia de casamento ocorreu na Capela de São Estêvão, na Abadia de Westminster, em Londres, em janeiro de 1382. Este foi o quinto casamento real que teve lugar na Abadia de Westminster e o seguinte só viria a ocorrer daí a 537 anos, entre Patrícia de Connaught e Alexandre Ramsay.
Nos dias que se seguiram à cerimónia, foram organizados vários torneios para celebrar a nova união e, nos meses seguintes, os novos reis visitaram o reino, tendo ficado em muitas das abadias mais importantes pelo caminho. Em 1383, Ana visitou a cidade de Norwich, onde foi construído um teto com 252 águias-negras em sua honra no Grande Hospital. Ana e Ricardo tinham apenas 15 anos quando se conheceram e casaram, mas estes "dois adolescentes delicados" tiveram uma relação apaixonada e "ao longo dos anos, o rei foi verdadeiramente devoto para com a sua nova esposa".
A nova rainha demorou algum tempo a conquistar o povo inglês, que não gostava dela. porém sua popularidade cresceu com o passar dos anos. Ana era conhecida por ser muito bondosa e por "interceder" em favor do povo, até mesmo na frente do rei.
Ricardo e Ana estiveram casados durante 12 anos, mas não tiveram filhos. Ana morreu em 1394, aos 28 anos, de peste bubónica. A sua morte foi devastadora para Ricardo e o seu luto levou-o a demolir o Palácio de Sheen, o local onde ela morreu. Os historiadores especulam que os conselhos de Ana tiveram um efeito moderador no rei, uma teoria que parece ser suportada pela conduta imprudente de Ricardo nos anos que se seguiram à morte de Ana e que acabou por lhe custar o trono.
O rei se casou novamente em 1396 com Isabel de Valois, irmã de Catarina de Valois, na altura com seis anos de idade.

## Legado

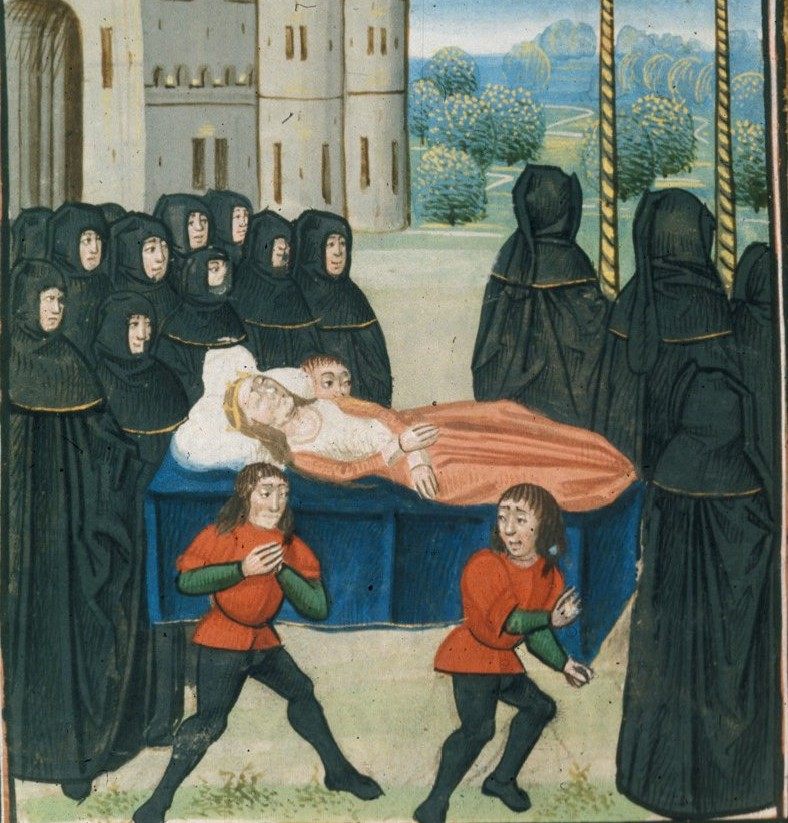
O funeral de Ana

Ana foi enterrada na Abadia de Westminster ao lado do marido. Em 1395, Ricardo selou contratos para a construção de um monumento para ele e Ana. Isto foi uma inovação e a primeira vez em que um túmulo duplo para um enterro inglês. Foram selados dois contratos com dois pedreiros (Henry Yevele e Stephen Lote) de Londres para a construção de uma base em mármore de Purbeck e de duas efígies em tamanho real com dois latoeiros de Londres, Nicholas Broker e Godfrey Prest. Os desenhos, que foram perdidos, foram fornecidos pelos dois pares de artesãos.
Atualmente, o seu túmulo em conjunto encontra-se danificado e as mãos das efígies foram cortadas. A inscrição no túmulo da rinha descreve-a como "formosa de corpo e com um rosto gentil e bonito". Quando o túmulo de Ana foi aberto em 1871, descobriu-se que muitos dos seus ossos foram roubados através de um buraco num dos lados do caixão.
Ana de Boêmia ficou conhecida pela sua bondade, uma vez que intercedeu em várias ocasiões junto do rei em busca de perdão para alguns dos seus súbditos. Ela procurou perdão para participantes na Revolta dos Camponeses de 1381 e para vários transgressores. Ana salvou a vida de John Northampton, um ex-Presidente da Câmara de Londres, em 1384. O seu pedido humilde convenceu Ricardo II a condenar o criminoso a uma pena de prisão perpétua em vez de o condenar à morte. O ato mais famoso de intercessão de Ana foi em nome dos cidadãos de Londres na reconciliação cerimonial entre Ricardo II e a cidade de Londres em 1392. O papel da rainha também foi imortalizado na obra Reconciliation of Richard II with the City of London de Richard Maidstone, que descreve este evento.
Por outro lado, Ana não cumpriu muitos dos deveres tradicionais das rainhas. Em particular, ela não teve filhos, apesar de a sua união com o rei ter durado 12 anos, algo que o seu epitáfio parece realçar ao dizer que Ana foi bondosa para com "mulheres grávidas". Até a crónica de Eversham diz: "considera-se que esta rainha, apesar de não ter gerado filhos, contribuiu para a glória e a riqueza do reino, tanto quanto conseguiu. Os nobres e o povo sofreram muito com a sua morte". No entanto, o seu legado como "Boa Rainha Ana" parece sugerir que o facto de não ter tido filhos não teve importância para muitos dos seus contemporâneos.
A rainha Ana também introduziu algumas inovações na Inglaterra, como a popularização da prática de cavalgar de lado para as mulheres da Idade Média. Ana também influenciou o design das carruagens na Inglaterra depois de chegar ao país numa carruagem que se presume ter sido construída em Kocs, na Hungria. Ela também introduziu o penteado apanhado em cone ao estilo boêmio que se tornou moda na Inglaterra até ao final do século XIV.